# 2879 Shimizu
2879 Shimizu este un asteroid din centura principală, descoperit pe 14 februarie 1932 de Karl Reinmuth.